# Jordan Ferri
Jordan Ferri (ur. 12 marca 1992 w Cavaillon) – francuski piłkarz występujący na pozycji pomocnika.

## Kariera klubowa
Ferri rozpoczął karierę w małym klubie AS Saint-Rémoise, skąd latem 2007 roku przeniósł się do Olympique Lyon. W trakcie kolejnych 5 lat występował w drużynach młodzieżowych, zaś w lipcu 2012 roku włączono go do kadry pierwszego zespołu. 8 listopada 2012 roku zadebiutował w barwach klubu podczas meczu Ligi Europy z Athletic Bilbao, gdy w 82. minucie zmienił na boisku Alexandre Lacazette. 12 grudnia rozegrał pierwszy mecz w lidze, występując przez 60 minut przeciwko AS Nancy.

## Kariera reprezentacyjna
Ferri ma za sobą grę w reprezentacji Francji do lat 20. Od 2013 roku występuje w kadrze do lat 21, z którą wziął udział w Turnieju w Tulonie.

## Statystyki kariery
(aktualne na dzień 13 grudzień 2014)
| Klub               | Sezon              | Liga               | Liga  | Liga   | Puchar Francji | Puchar Francji | Puchar Ligi Francuskiej | Puchar Ligi Francuskiej | Europa | Europa | Suma  | Suma   |
| Klub               | Sezon              | Liga               | Mecze | Bramki | Mecze          | Bramki         | Mecze                   | Bramki                  | Mecze  | Bramki | Mecze | Bramki |
| ------------------ | ------------------ | ------------------ | ----- | ------ | -------------- | -------------- | ----------------------- | ----------------------- | ------ | ------ | ----- | ------ |
| Olympique Lyon     | 2012/13            | Ligue 1            | 7     | 0      | 0              | 0              | 0                       | 0                       | 3      | 0      | 10    | 0      |
| Olympique Lyon     | 2013/14            | Ligue 1            | 29    | 3      | 1              | 0              | 0                       | 0                       | 11     | 1      | 41    | 4      |
| Olympique Lyon     | 2014/15            | Ligue 1            | 15    | 0      | 0              | 0              | 0                       | 0                       | 4      | 1      | 19    | 1      |
| Ogólnie w karierze | Ogólnie w karierze | Ogólnie w karierze | 51    | 3      | 1              | 0              | 0                       | 0                       | 18     | 2      | 70    | 5      |